# Richard Brinsley Peake
Pour les articles homonymes, voir Peake.
Richard Brinsley Peake, né le 19 février 1792 et mort le 4 octobre 1847, est un auteur dramatique du début du XIXe siècle, connu pour sa pièce Presumption; or, the Fate of Frankenstein, adaptation du roman Frankenstein de Mary Shelley, créée en 1823.

## Enfance
Richard Brinsley Peake est né à Gerard Street à Londres, dans le quartier de Soho. Il était le fils de Richard Peake, un fonctionnaire et trésorier du théâtre de Drury Lane. Son prénom lui fut attribué d’après celui de Richard Brinsley Sheridan, célèbre auteur dramatique et ami de son père. De 1809 à 1817, Peake travailla comme apprenti auprès d’un graveur, James Heath. C’est au moment de quitter son emploi que Peake commença à écrire pour le théâtre. Sa première pièce, The Bridge that Carries Us Safe Over, fut créée au Lyceum Theatre cette même année, en 1817, rapidement suivie par une farce, Wanted, a Governess.

## Carrière au théâtre
Pendant près de quarante ans, Peake écrivit des comédies burlesques, des farces, des mélodrames et des romances musicales, ainsi qu’une « romance operadique ». Sa pièce, The Meltonians fut considérée comme « une extravagance et un drame parfaitement illégitime ». En 1823, Presumption; or, the Fate of Frankenstein, créé en présence de Mary Shelley et de son père William Godwin le 29 août 1823 dans l'English Opera House, peu de temps après leur retour en Angleterre. Mary Shelley approvait la façon dont le monstre, interprété par T.P. Cooke, n'était représenté que par un ensemble de taches sur les affiches publicitaires. S'appuyant sur le succès obtenu par la pièce, Godwin travailla à une réimpression du chef-d'œuvre de sa fille, en deux volumes. Dans la pièce, le personnage de Fritz était interprété par Robert Keeley.
Vers 1825, Peake épousa Susannah Snell. Ils eurent six enfants.

## Dernières années
À partir de novembre 1839, Peake écrivit de nombreux articles pour des magazines. À quelques exceptions près, tous ses articles étaient destinés au Bentley's Miscellany. Peake écrivit également un texte de commentaires au livre d'illustrations sur les costumes caractéristiques de France, de 1816, un livre comique sur les sports pratiqués par les Cockneys, intitulé Snobson's 'Seasons (1838) puis un roman sur Cartouche (1844) en trois volumes, ainsi qu'une biographie de sa famille théâtrale, Memoirs of the Colman Family (1841). Sa comédie The Title Deeds, créée en juin 1847 au Adelphi Theatre, est probablement sa dernière œuvre. De 1832 jusqu'à sa mort, Peake était le trésorier du Lyceum Theatre.
À sa mort, en 1847, il ne laissait guère que des dettes pour sa famille.